# Клермон-Тоннер, Людовик
Людови́к Клермо́н-Тонне́р (фр. Louis Clermont de Tonnerre; 1 октября 1761 — 9 ноября 1827) — французский граф и агроном. Представитель дома де Клермон-Тоннер.

## Биография
Родился в знатной дворянской семье. В 1777 году поступил на военную службу офицером кирасирского полка.
Когда разразилась революция (1789) Клермон, вынужден был бежать. В числе многих других эмигрантов он приехал в Россию, был ласково принят при дворе и много путешествовал по занимавшей его своими хозяйственными особенностями стране. Скоро он стал членом Вольного экономического общества, а в 1799 году предпринял издание «Журнала о Земледелии», посвящённого императору Павлу Петровичу. Французский текст принадлежал Клермону; параллельно шёл русский перевод Михаила Бородавкина.